# パイエルス転移
パイエルス転移（パイエルスてんい、英: Peierls transition）とは、1次元性の強い金属伝導をもつ結晶性物質において、格子系の変形と電子系のバンド構造変化が同時に起こる金属-絶縁体相転移のこと。基礎となる考え方はルドルフ・パイエルスによって提唱された。パイエルス転移の詳細は下の参考文献を参照されたい。
1次元金属性物質の温度を下げていくと、ある温度でパイエルス転移が起こる。このとき格子系では変形が起こり、弾性エネルギーが増加する（損をする）。しかし電子系では、電子格子相互作用によりフェルミ面にエネルギーギャップが開き（絶縁体）、その結果として電子系のエネルギーは減少する（得をする）。このとき全体としては、電子系でのエネルギーの得が格子系のエネルギーの損を上回るので、パイエルス転移が起こる。その結果、その物質は絶縁体となる。この相転移は、コーン異常によって特定の波長のフォノンのエネルギーが異常に小さくなった結果として起こると見ることもできる。低温では格子変形の周期性に対応した電荷密度波が現れる。逆に温度を上げるとフェルミ面の上にいる電子が増え、電子系のエネルギーの得が小さくなるので、ある温度で相転移を起こして電荷密度波は消える。その物質は金属状態に戻る。
パイエルス転移は有機・無機の、高い1次元金属伝導性を持つ物質で見られる。2次元・3次元性の物質では、フェルミ面の全ての場所でエネルギーギャップ生じるような格子変形は存在しない。したがって電子系のエネルギーの得がそれほどではなくなり、低温にしても電荷密度波は起こりにくくなる。また、電荷密度波が現れたとしても、フェルミ面の全面にギャップが出現することはないので、絶縁体になることはない。